# Liquidus
A temperatura liquidus, ou mais simplesmente liquidus TL ou Tliq, é principalmente usada para vidros e ligas. Especifica a máxima temperatura na qual cristais podem coexistir com o material em fusão em equilíbrio termodinâmico. Acima da temperatura liquidus o material é homogêneo. Abaixo da temperatura liquidus mais e mais cristais começam a se formar no material fundido se ha um tempo de espera suficientemente longo, dependendo do material. No entanto, mesmo abaixo da temperatura liquidus vidros homogêneos podem ser obtidos através de resfriamento suficientente rápido, i.e., através da inibição cinética do processo de cristalização.
O conceito de liquidus possui aplicação, por exemplo, na engenharia metalúrgica e de materiais aplicadas à odontologia, na caracterização de materiais, como as ligas de uso odontológico.